# Glyptothorax garhwali
Glyptothorax garhwali és una espècie de peix de la família dels sisòrids i de l'ordre dels siluriformes.

## Morfologia
Els mascles poden assolir els 10,9 cm de llargària total.

## Distribució geogràfica
Es troba a l'Índia.